# Trentepohlia pererecta
Trentepohlia pererecta är en tvåvingeart som beskrevs av Alexander 1973. Trentepohlia pererecta ingår i släktet Trentepohlia och familjen småharkrankar. Inga underarter finns listade i Catalogue of Life.